# ハルディク・パンディア
ハルディク・ヒマンシュ・パンディア（英: Hardik Himanshu Pandya、1993年10月11日 - ）は、インド・スーラト出身のプロクリケット選手。インド代表。ポジションはオールラウンダー。世界屈指の人気選手であり、2024年9月時点でのInstagram公式アカウントのフォロワー数は3,500万を超えている。プライベートジェットを所有。